# Linzeux
Linzeux é uma comuna francesa na região administrativa de Altos da França, no departamento de Pas-de-Calais. Estende-se por uma área de 4,71 km². Em 2010 a comuna tinha 160 habitantes (densidade: 34 hab./km²).